# Bretignolles-sur-Mer
Bretignolles-sur-Mer är en kommun i departementet Vendée i regionen Pays de la Loire i västra Frankrike. Kommunen ligger i kantonen Saint-Gilles-Croix-de-Vie som tillhör arrondissementet Les Sables-d'Olonne. År 2022 hade Bretignolles-sur-Mer 5 139 invånare.

## Befolkningsutveckling
Antalet invånare i kommunen Bretignolles-sur-Mer
| Referens: INSEE |